# Сайхун
Сайхун (узб. Sayxun / Сайхун) — городской посёлок в Сырдарьинской области Узбекистана, административный центр Сайхунабадского района.

## История
Посёлок Сайхун расположен в восточной части Голодной степи, неподалёку от реки Сырдарья. Он находится в 42 километрах от Гулистана и в 12 километрах от ближайшей железной дороги (в Бахте). Несмотря на близость большой реки, Сайхун опоясывают несколько каналов. Посёлок появился в годы освоения этого неприветливого региона, был основан выходцами из Украины и имел вполне украинское название - Верхневолынское.. Статус посёлка городского типа с 1984 года. До 1990-х годов носил название Верхневолынское.

## География
Посёлок расположен в 18 км от железнодорожной станции Бахт (на линии Сырдарьинская — Хаваст).

## Население
| 1989 |
| ---- |
| 4877 |